# Пьерфиш (Аверон)
Пьерфи́ш (фр. Pierrefiche, окс. Pèiraficha d'Òlt) — коммуна во Франции, находится в регионе Окситания. Департамент — Аверон. Входит в состав кантона Сен-Женье-д’Ольт. Округ коммуны — Родез.
Код INSEE коммуны — 12182.
Коммуна расположена приблизительно в 500 км к югу от Парижа, в 155 км северо-восточнее Тулузы, в 32 км к востоку от Родеза.

## Население
Население коммуны на 2008 год составляло 262 человека.
| 1962 | 1968 | 1975 | 1982 | 1990 | 1999 | 2008 |
| ---- | ---- | ---- | ---- | ---- | ---- | ---- |
| 158  | 205  | 203  | 199  | 238  | 273  | 262  |

## Экономика
В 2007 году среди 156 человек в трудоспособном возрасте (15—64 лет) 126 были экономически активными, 30 — неактивными (показатель активности — 80,8 %, в 1999 году было 70,7 %). Из 126 активных работали 120 человек (61 мужчина и 59 женщин), безработных было 6 (4 мужчины и 2 женщины). Среди 30 неактивных 10 человек были учениками или студентами, 18 — пенсионерами, 2 были неактивными по другим причинам.

## Достопримечательности
- Бывший монастырский сарай (XIV—XV века). Памятник истории с 1928 года[3]
- Церковь XII века. Памятник истории с 1928 года[4]

## Фотогалерея
- Замок Галиньер
- Карта коммуны